# Депортация немцев в СССР
Депортация немцев в СССР — процесс насильственного переселения советских немцев в середине XX века, в преддверии, во время, и после Второй мировой войны: депортация произошла в несколько этапов и привела к коренной трансформации ареала расселения немцев на территории СССР.

## Предыстория
Уже накануне Первой мировой войны в Российской империи резко ухудшилось отношение к немцам, попавшим под подозрение в нелояльности, шпионаже и симпатиях к врагу. Этому способствовали публикации в газетах «Новое время» и «Вечернее время», подрывавшие репутацию прибалтийских немцев.
Рост антинемецких настроений вылился в немецкие погромы в Санкт-Петербурге в ночь с 22 на 23 июля 1914 года. Власти опасались повторения насилия в отношении немецкого дворянства, которым отличались революционные события 1905 года в остзейских губерниях. Курляндский губернатор С. Д. Набоков сообщал об антинемецкой агитации с призывами к латышам расправиться с немцами в отместку за карательные экспедиции 1905—1907 годов. Принятые им и главным начальником Двинского военного округа А. Е. Чуриным распоряжения предотвратили негативное развитие событий. Но обстановка на фронтах в первые месяцы 1915 года осложнила положение немцев. Военные власти выступали за их высылку из прифронтовых районов. На этом настаивали главнокомандующий армиями Северо-Западного фронта Н. В. Рузский, начальник штаба Верховного главнокомандующего Н. Н. Янушкевич и его преемник в этой должности М. В. Алексеев.
Антинемецкие настроения бурно росли в среде местного латышского и эстонского населения остзейских губерний. Боясь за своё дальнейшее существование, остзейцы проникались симпатиями к Германской империи. Что стало уже прямым поводом для высылок, опыт которых был взят на вооружение эстонскими и латышскими большевиками, которые в феврале 1918 года сами попытались депортировать прибалтийско-немецкое дворянство в Сибирь.

### Интернирование немцев во время Первой мировой войны
В 1915 году в различные местности России (в основном в Поволжье и Сибирь) были выселены немцы из прифронтовых губерний России (в основном из Польши, Волыни, полосы Азовского побережья). Возвращение депортированных немцев на прежние места началось после Февральской революции 1917 года, кроме того, советско-германский договор 1918 года предусматривал возвращение на родину всех гражданских лиц, находящихся на территории договаривающихся сторон.

## Депортации немцев 1920-х — начала 1930-х гг.
В конце 1920-х — начале 1930-х гг. десятки тысяч немцев Поволжья, Украины, Крыма и западных территорий СССР депортировали в Сибирь и Среднюю Азию

## Депортация немцев и поляков в 1936 году
В 1936 году 15 тыс. семей лиц немецкой и польской национальностей (около 65 тыс. человек) были выселены с Украины — территорий, прилегающих к польской границе (например из Каменец-Подольской области) — в Северо-Казахстанскую и Карагандинскую области.

## Переселение прибалтийских немцев в Германию в 1939—1940 годах
Первый крупный миграционный поток немцев охватил территории, включённые в состав СССР в 1939—1940 годах. Ещё до советизации Прибалтики правительства Эстонии и Латвии заключили соглашения с Германией, предоставлявшие балтийским немцам право на отъезд в Рейх. После установления Советской власти в этих государствах действие данного соглашения было подтверждено и распространено также на Литву и другие территории, вошедшие в состав СССР после заключения Пакта Молотова — Риббентропа.
В результате до начала Великой Отечественной войны в Германию убыло 406 тыс. немцев, в том числе:
- 131,2 тыс. — из стран Балтии,
- 137,2 тыс. — из бывших польских земель,
- 137,2 тыс. — из Бессарабии и Северной Буковины[6].

Таким образом, общее число переселившихся даже превысило расчётную оценку предвоенной численности немцев на присоединённых к СССР территориях. По всей видимости, это превышение достигнуто за счёт членов смешанных семей, а также германизированных представителей автохтонного населения присоединённых территорий. Таким образом, события 1939—1940 годов привели к практически полному исчезновению весьма многочисленной немецкой диаспоры из западных районов СССР.
В Германии немецкие репатрианты были расселены в основном на западно-польских землях, захваченных Рейхом в результате захвата и оккупации Польши в сентябре 1939 года. Одновременно с этих территорий производилось широкомасштабное выселение польского и еврейского населения.

## В годы Великой Отечественной войны (1941—1945)

### Депортация 1941 года
25 августа 1941 года нарком НКВД СССР Л. П. Берия направил в ЦК ВКП(б) проект постановления СНК СССР и ЦК ВКП(б) о порядке переселения из Республики Немцев Поволжья, Саратовской и Сталинградской областей.
После издания Указа Президиума Верховного Совета СССР «О переселении немцев, проживающих в районах Поволжья» от 28 августа 1941 года была ликвидирована Автономная Республика немцев Поволжья и произведена тотальная депортация немцев из АССР. Для этой цели заранее (по воспоминаниям жителей АССР НП, ещё 26 августа) на территорию АССР НП были введены войска НКВД. Немцам было отдано распоряжение в течение 24 часов подготовиться к переселению и с ограниченным количеством своего имущества прибыть в пункты сбора. Немецкие жители республики были вывезены в отдалённые районы Сибири, Казахстана и Средней Азии. Согласно этому указу в сентябре—октябре 1941 года было депортировано 446 480 советских немцев (по другим данным 438 280).
В последующие месяцы депортация коснулась почти всего немецкого населения, проживающего на территории Европейской России и Закавказья, не занятых вермахтом. Переселение немцев производилось постепенно и завершилось к маю 1942 года. Всего в годы войны было переселено до 950 тыс. немцев. 367 000 немцев было депортировано на восток (на сборы отводилось два дня): в республику Коми, на Урал, в Казахстан, Сибирь и на Алтай.

### Мобилизация в рабочие колонны 1942 года
С начала 1942 года мужчины в возрасте от 15 до 55 лет и женщины от 16 до 45 лет, у которых дети старше трёх лет, были мобилизованы в так называемые «рабочие колонны», позже получившие название «трудармии». Мобилизованные немцы строили заводы, работали на лесозаготовках и в рудниках. Постановление ГКО СССР № 1123сс от 10 января 1942 года обязывало НКО мобилизовать для работы на лесозаготовках, промышленном и железнодорожном строительстве 120 тыс. немцев-мужчин в возрасте от 17 до 50 лет из числа выселенных в Новосибирскую и Омскую области, Красноярский и Алтайский края и Казахскую ССР. Постановление ГКО СССР № 1281сс от 14 февраля 1942 года значительно расширило список территорий, с которых немцы подлежали мобилизации. Наконец, постановлением ГКО № 2383сс от 7 октября 1942 года мобилизация была распространена и на немцев в возрасте от 15 до 16 и от 51 до 55 лет, также этим постановлением мобилизовывались и все женщины-немки в возрасте от 16 до 45 лет (кроме беременных и имеющих детей в возрасте до 3 лет).

### Военнослужащие-немцы в РККА
В 1920—1930-х годах советские немцы призывались в Красную армию, причём даже были попытки создания немецких соединений. На 1930 год в Красной армии были в составе обычных войск — 1 эскадрон и 1 рота немцев. На июль 1934 года в РККА существовали 157-й Энгельсский немецкий стрелковый полк, немецкий батальон в 77-м стрелковом полку и две немецкие батареи. Приказом от 6 апреля 1938 года № 4//1/33791 все национальные части Красной армии были расформированы. 1938 год стал переломным в отношении к немцам — их, как и представителей некоторых иных национальностей (финнов, поляков и других), стали ограничивать в службе в Красной армии. 24 июня 1938 года вышли постановление Главного военного совета и приказ Народного комиссариата обороны СССР № 200/ш, которые предписывали уволить из приграничных военных округов комначсостав немецкой национальности, а всех командиров-немцев (на которых есть компрометирующий материал) передать в органы НКВД. Приказ Народного комиссариата обороны СССР от 7 августа 1938 года устанавливал следующий порядок призыва немцев (и представителей некоторых иных народов) в Красную армию:
- Немцы-призывники из западных и дальневосточных регионов направлялись в строительные части;
- Немцы-призывники из внутренних областей СССР направлялись в части внутренних округов, Закавказский и Среднеазиатский военные округа.

Вскоре ограничения были скорректированы — немцев стали призывать в Красную армию на общих основаниях, но не направляли их в приграничные военные округа. Директива заместителя народного комиссариата обороны № 182738 от 3 сентября 1940 года предписывала призывать в РККА немцев, но направлять их (кроме уроженцев новых территорий СССР) в части внутренних, южных округов, а также в 1-ю и 2-ю Отдельные Краснознамённые армии.
В начале 1941 года в РККА было немного немцев-военнослужащих — гораздо меньше их доли в населении СССР. На 1 января 1941 года в РККА было 16 576 немцев (0,46 % личного состава Красной армии), тогда как по переписи 1939 года немцы составляли 0,84 % населения СССР.
Численность немцев в РККА в годы войны составляла:
- на 1 июля 1942 года — 322 человек;
- на 1 января 1943 года — 1427 человек;
- на 1 июля 1943 года — 170 человек;
- на 1 января 1944 года — 294 человек;
- на 1 июля 1944 года — 169 человек;
- на 1 января 1945 года — 183 человек.

Из этих цифр следует, что 1 июля 1942 года численность немцев в армии сократилась до нескольких сотен, затем кратковременно возросла, а к 1 января 1945 года уменьшилась менее, чем до 200 человек. Несмотря на это, в РККА сохранилось даже некоторое количество офицеров-немцев. На 1 мая 1944 года в РККА (без центральных управлений Народного комиссариата обороны СССР) немцами были 2 полковника, 2 подполковника и 2 майора.

## Правовой статус выселенных в 1947—1956 годах
Трудармия была расформирована только в 1947 году. Выжившим немцам разрешалось вернуться только в места выселения: Урал, Сибирь, Казахстан, где находились их родственники. Согласно Указу Президиума Верховного Совета СССР № 133/12 д. № 111/45 от 26 ноября 1948 года все выселенные в годы ВОВ были приговорены к ссылке навечно, с наказанием в виде 20-летней каторги за побег из мест обязательного поселения.
До 1956 года подавляющее большинство немцев в местах своего проживания находились на спецпоселении и вынуждены были отмечаться ежемесячно в комендатуре. Исключением из этого являлись в основном немцы, проживавшие до 1941 года в азиатской части СССР и не подвергавшиеся выселению. В 1946—1951 годах эти немцы по месту своего жительства были взяты на учёт спецпоселений (они составили так называемый подконтингент «местные» в спецпоселенческой статистике), однако в реальности большая часть немцев — старожилов Урала, Сибири и Казахстана смогла избежать постановки на учёт спецкомендатур. Так, в Омской области из 46 336 местных жителей немцев лишь 1142 стали спецпоселенцами, в Алтайском крае — 1130 из 17 567, в Чкаловской области — 399 из 14 300.

## После 1945
Начиная с 1945 года проводилась массовая депортация бывших «советских немцев» наряду с другими бывшими советскими гражданами из стран Европы в качестве спецконтингента в места отбытия наказания. В 1948 году условия содержания советских немцев были ужесточены, что привело к новым принудительным переселениям. В 1948 году из Сталинабада ранее выселенные туда советские немцы были высланы на сельскохозяйственные работы в колхоз «Акгазы» Октябрьского района Таджикистана.
13 декабря 1955 года был принят Указ «О снятии ограничений в правовом положении немцев и членов их семей, находящихся на спецпоселении». С этого времени на руководящие посты и в контролирующие органы в населённых пунктах компактного проживания переселённых немцев стали назначать граждан СССР немецкой национальности. 29 августа 1964 года «Указ о переселении <…>» от 28 августа 1941 года был отменён. Часть немцев по своему желанию переехала в районы довоенного проживания, но большинство немцев к тому времени уже обжились на новом месте и переезжать не пожелали. За период с 1939 по 1989 год, согласно данным переписей населения, численность немцев в СССР выросла с 1 млн 400 тыс. человек до 2 млн 40 тыс. человек. 18 декабря 1991 года был принят Закон «О реабилитации жертв политических репрессий», дававший повод к обсуждению вопроса о восстановлении автономии поволжских немцев на прежней территории, но начавшийся с открытием границ массовый переезд немцев из СССР, а потом и из России, на постоянное место жительства в Германию, принятие такого решения делал бессмысленным. На сегодняшний день на территории России существует несколько национальных районов с компактным проживанием 400 тыс. немцев на их территории.